# Gattersäge

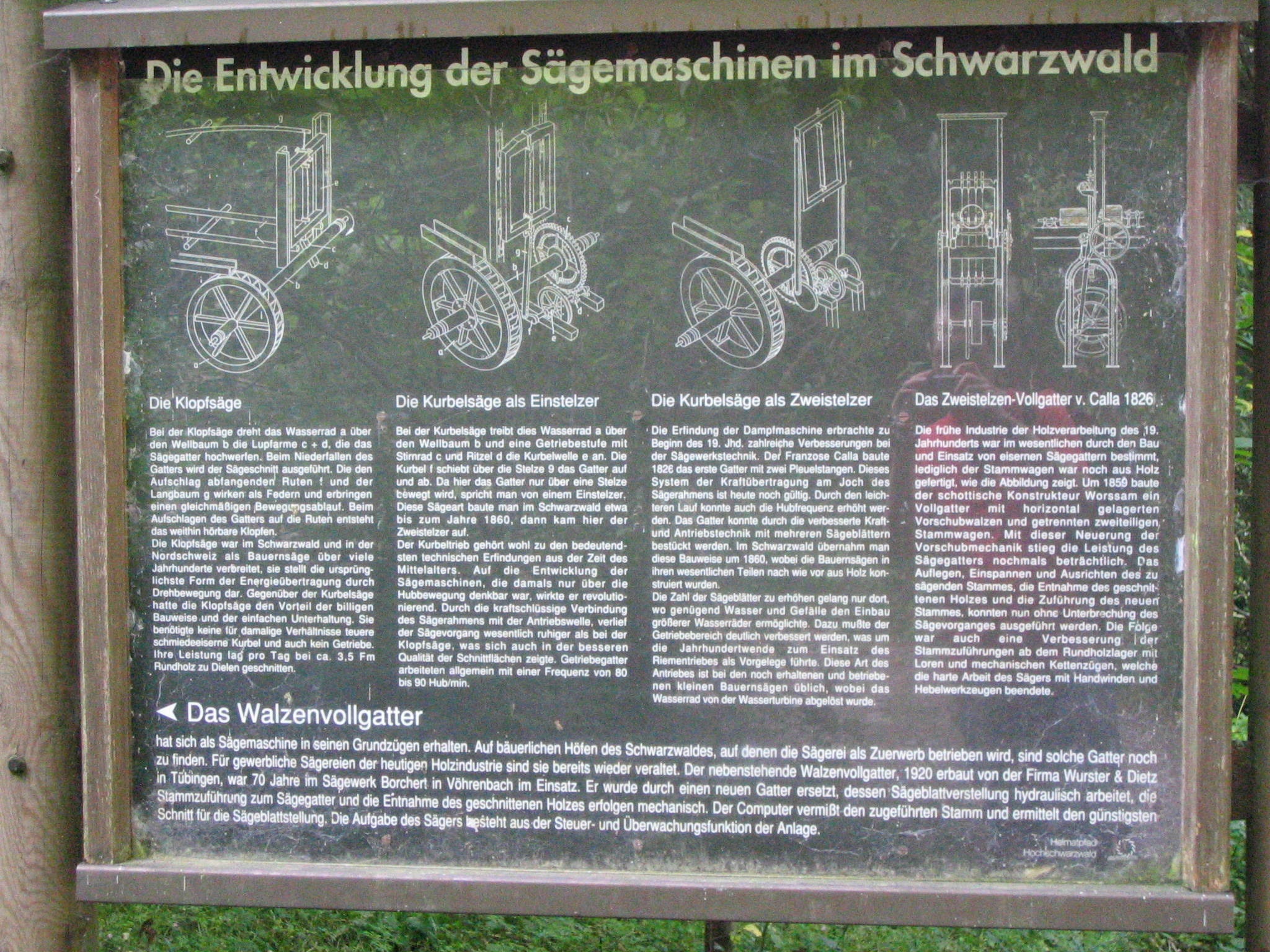
Entwicklung der Sägemaschinen im Schwarzwald

Eine Gattersäge ist eine zum Rundholzaufschnitt oder für Naturwerkstein-Rohblöcke verwendete Maschine in einem Sägewerk, die durch ein Schwungrad meist über einen Flachriemen angetrieben wird.
Das Schwungrad bewegt durch Stelzen (entspricht etwa einer Pleuelstange) einen an Führungen geleiteten oder an Schwingen hängenden Rahmen auf und ab, im Normalfall mit rund 270 bis 320 Hüben pro Minute, bei modernen Maschinen mit bis zu 450 Hüben. In diesem Gatterrahmen sind ein oder mehrere Sägeblätter eingespannt, deren Abstand zueinander verstellbar ist.

## Geschichte
Voraussetzung für die Konstruktion von Gattersägen war die Möglichkeit, die Drehbewegung z. B. eines Wasserrades in die Schubbewegung der Säge umzuwandeln.
Solche Mechaniken standen Ende des 15. Jahrhunderts zur Verfügung, zu dieser Zeit wurden die ersten Gattersägen gebaut, die allerdings noch nur ein Sägeblatt hatten. Zahlreiche Erfindungen und Verbesserungen an diesen Venezianersägen werden dem Universalgenie Leonardo da Vinci zugeschrieben.
Zur Geschichte siehe auch: Sägewerk.

## Holz

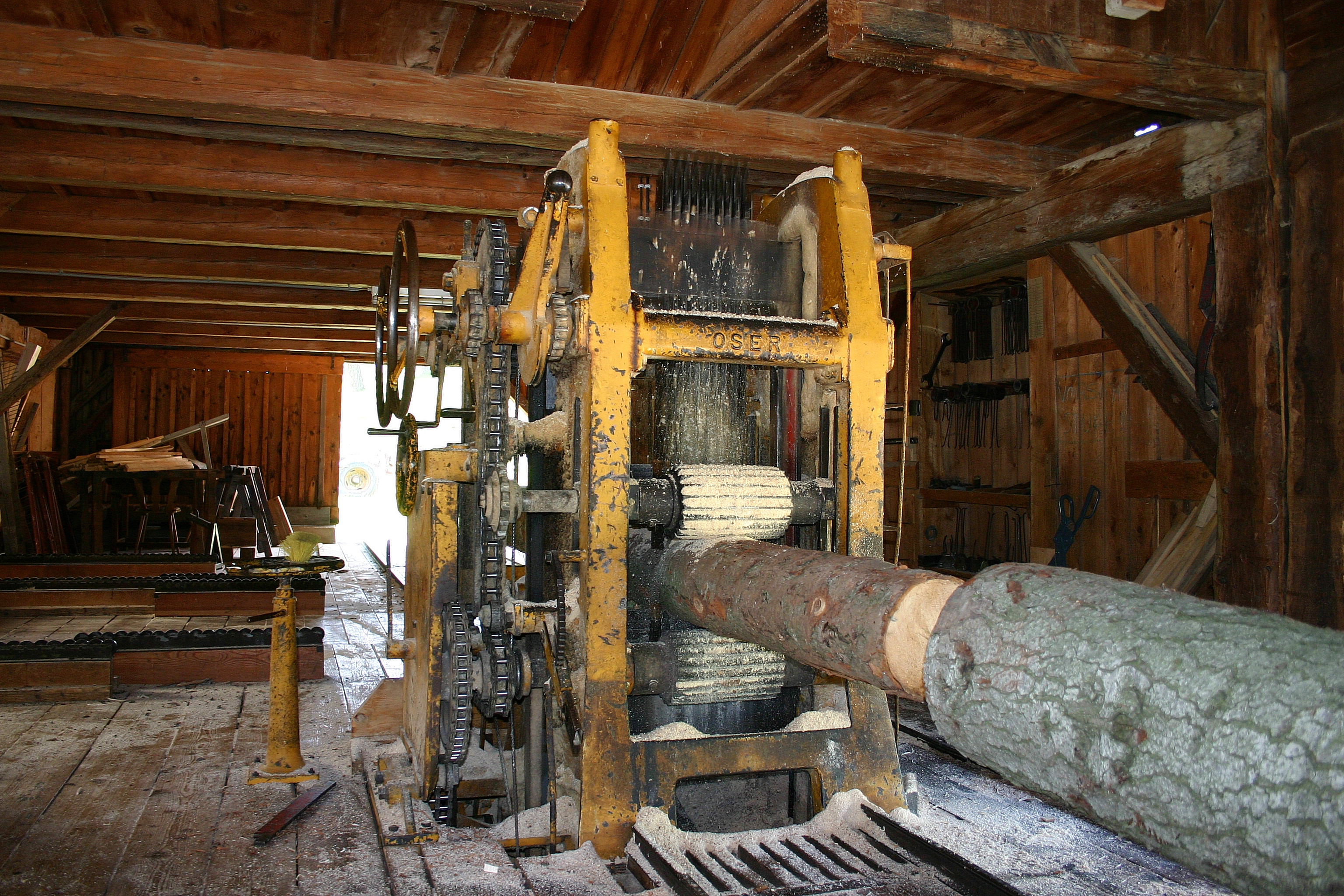
Ältere Holz-Gattersäge in der Produktion (2008).

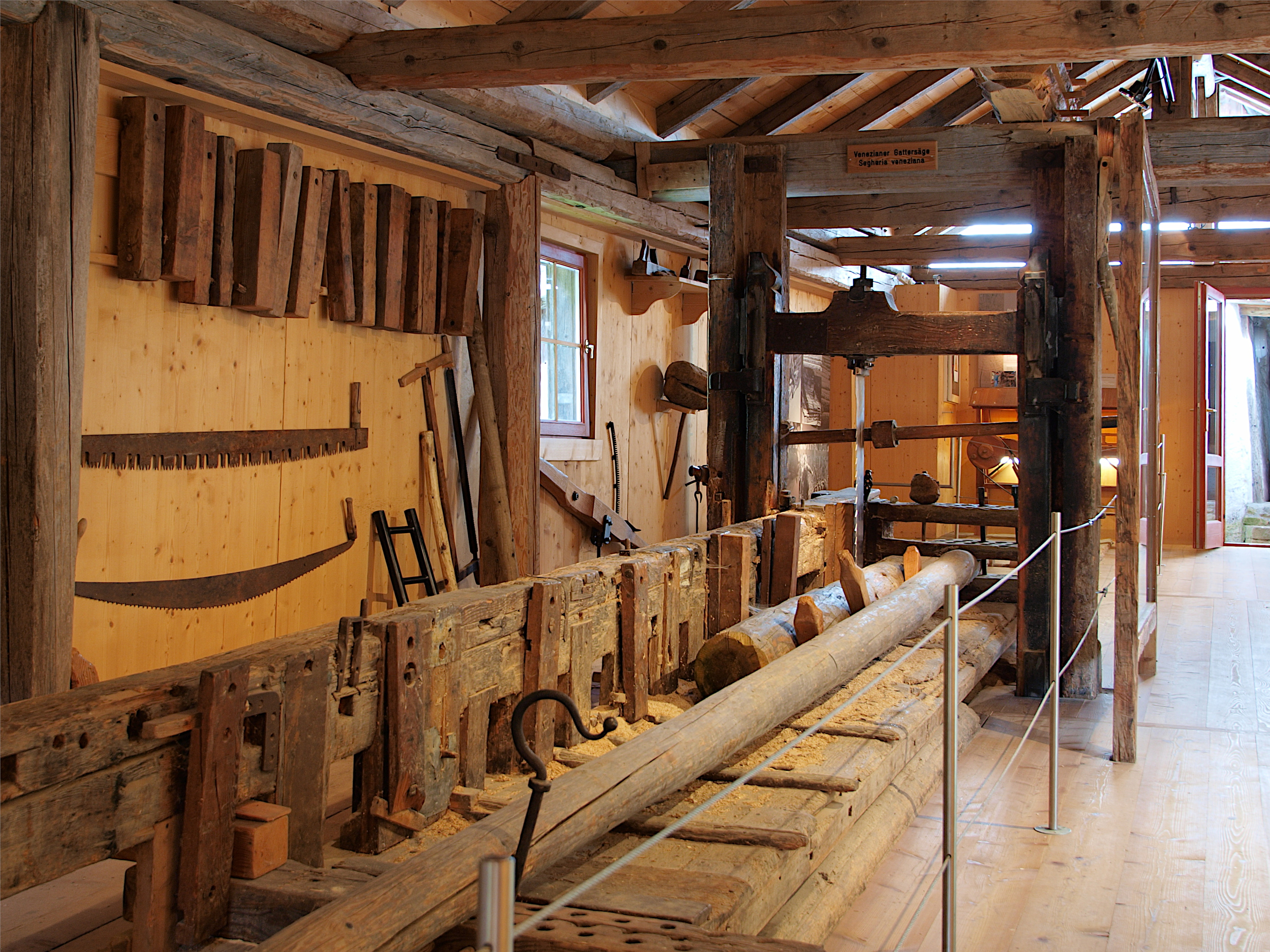
Historische Holz-Gattersäge.

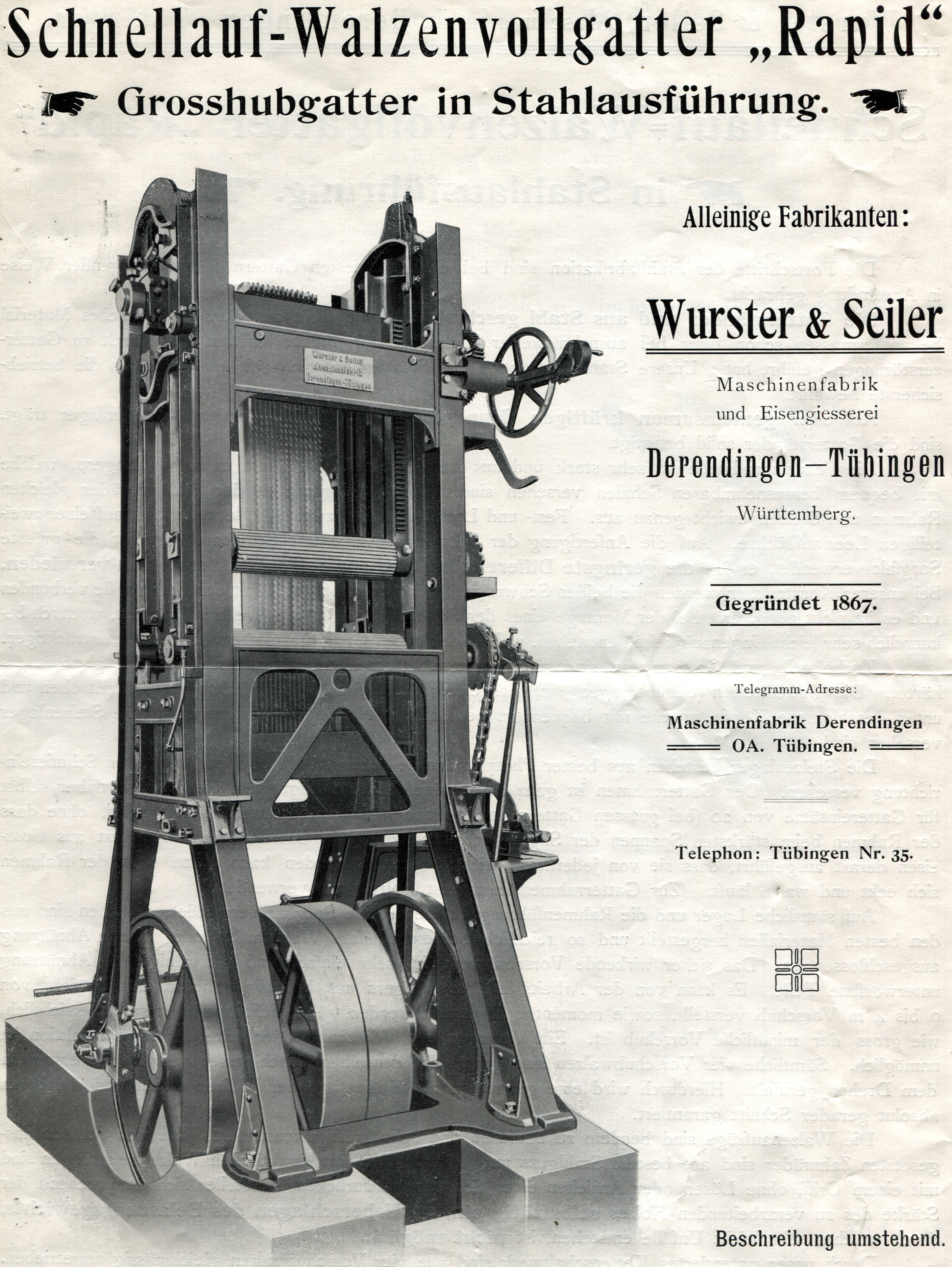
Gattersäge in Stahlausführung, Blick auf Schwungrad, Pleuelstange und Gatterrahmen

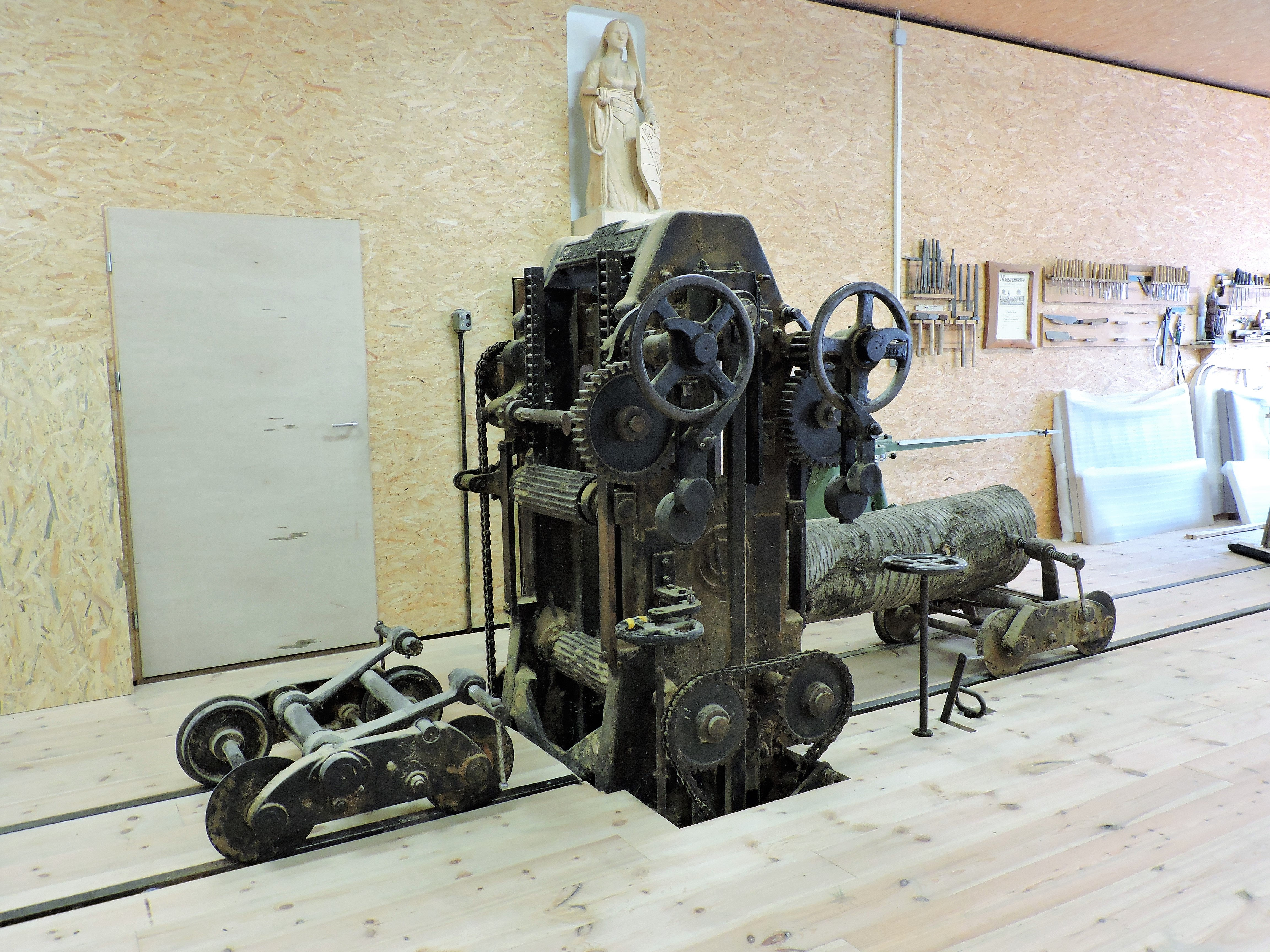
Vollgattersäge der Firma Linck in Oberkirch

Durch automatisches Vorschieben wird der Holzstamm in Breiten aufgesägt, die dem Sägeblattabstand des Gatters entsprechen.
Es gibt zwei Arten von Vorschüben:
- beim Permanentvorschub moderner Gatterkonstruktionen wird durch Schwingbewegung des Sägerahmens erreicht, dass die Sägeblätter nur in ihrer Schneiderichtung nach unten belastet und bei der Gegenbewegung des Rahmens nach oben vom Schnittgut weggeführt werden.
- Die zweite Art des Vorschubs ist der Stoppvorschub, bei dem der Vorschub am unteren Endpunkt des Sägerahmens solange gestoppt wird, bis der Rahmen wieder den oberen Endpunkt erreicht hat. Dieses Anhalten des Vorschubs bei jedem Hub wird bei älteren Modellen durch Klinken (Klinkenvorschub) oder Kurvengetriebe erreicht, bei moderneren Lösungen durch elektronisch gesteuerte Servomotoren.

Schwingbewegung des Sägerahmens und Vorschubstopp verhindern den Aufwärtsschnitt, da die Sägeblätter bei Gatternmaschinen in der Regel durch ihre Zahnform nur in eine Richtung schneiden können – nach unten. Um möglichst viele Zähne im Einsatz zu haben, sind die Sägeblätter bei allen Konstruktionen gegen die Schnittrichtung geneigt („Überhang“). Moderne Konstruktionen können ihren Überhang verstellen, um diesen automatisch optimal zum Vorschub einstellen zu können.
Der Vorschub einer Gatteranlage liegt in der Regel, je nach Größe (Hub und Drehzahl), zwischen 2 und max. 14 m/min, vereinzelt auch schneller.
Früher war das Sägegatter die Hauptmaschine in den europäischen Sägewerken. Mittlerweile wird das meiste Schnittholz auf vollautomatischen Profilierlinien erzeugt, deren Vorschübe bis zu 170 m/min reichen. Für Kleinbetriebe ist das Gatter allerdings immer noch eine gute Alternative.
Mini-Gattersägen werden auf Grund der hohen Schnittgenauigkeit und der extrem dünnen Sägen zur Erzeugung von Deckschichten für Fertigparkett, in der Bleistiftindustrie, für die Herstellung von Türen und dergleichen verwendet.

### Beruf
- Holzbearbeitungsmechaniker

## Naturstein

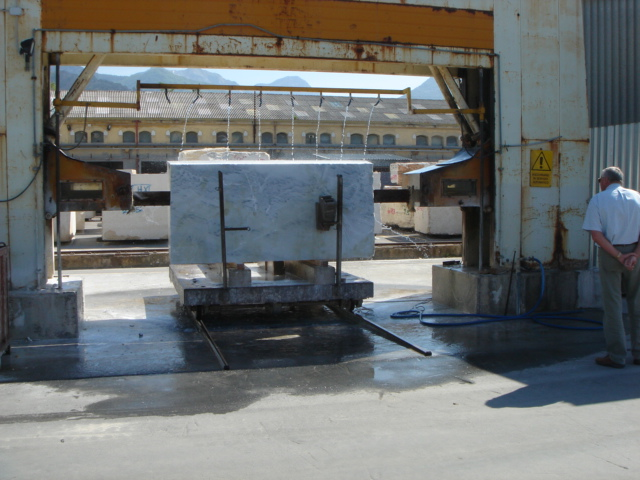
Ein Einblatt-Gatter zerteilt einen Marmorblock in einzelne Tranchen.

Nicht nur Holz wird gegattert, sondern auch Natursteine: Steinblöcke, die in Steinbrüchen gebrochen werden, werden in Betrieben der Steinindustrie mit Gattern zu Platten und Tranchen zerteilt.
Bei den Sägen werden unterschieden:
- beim Sandgatter wird in die Schnittfuge zur Kühlung der Sägeblätter Wasser eingespült und zur Optimierung der Schneidwirkung Schleifmittel, das Stahlsand genannt wird.
- das Diamantgatter hat „Disken“, die mit Diamant belegt sind und lediglich mit Wasser gekühlt werden. Die ersten Diamantgatter im späten 19. Jahrhundert und später waren bis zur Erfindung eines Syntheseverfahrens mit natürlichen Diamanten besetzt.

### Steinsägetechnik
- Helikoidalsäge
- Schrämmaschine
- Seilsäge
- Steinkreissäge
- Wasserstrahlschneidemaschine

### Beruf
- Steinmetz
- Steinbildhauer
- Gatterist